# Мардан (округ)
Мардан (урду ضلع مردان‎, англ. Mardan District), пушту مردان ولسوالۍ‎) — один из 25 округов пакистанской провинции Хайбер-Пахтунхва.

## История
Ранджит Сингх завоевал Атток в 1814 году, а Пешавар в 1822 году. Он оставил Хари Сингха руководить регионом, а сам удалился в Лахор. Затем данные области были завоеваны Британской империей. В 1909 году была сформирована провинция Хайбер-Пахтунхва (тогда Северо-Западной пограничная провинция, а в 1937 году округ Пешавар был разделён на округа Пешавар и Мардан.

### Древняя история
Район Мардан является частью Пешаварской долины, вся территория которой когда-то была частью древнего королевства Гандхара , остатки которого разбросаны по всему району.
Армии Александра Македонского достигли долины Инда двумя отдельными путями, один через Хайберский перевал, а другой во главе с самим Александром через Кунар, Баджаур, Сват и Бунер в 326 г. до н.э. После смерти Александра долина перешла под власть Чандрагупты , который правил долиной с 297 по 321 год до н.э. Во время правления буддийского императора Ашоки (внука Чандрагупты) буддизм стал религией Пешаварской долины. Долина видела возрождение брахманизма после того, как греки вступили во владение во времена царя Механды. А скифы и индусы пришедшие в  7 веке до н.э сохранили контроль над долиной.

### Прибытие Афганцев
К 11 веку афганцы появились в долине. В то время Пешаварская долина находилась под контролем правителей Лахора . Пуштуны присоединились к гакхарам, которые держали страну между реками  Индом и Джелум и вынудили правителей Лахора уступить им гористую местность к западу от Инда и к югу от реки Кабул .

### ЭраГазневида
В 10-м веке область перешла под контроль султана Сабуктыгина, который победил Раджу Джайпала, индуистского правителя Лахора. Сын Сабуктгина, султан Махмуд из Газни, сделал этот район объединяющим пунктом для его многочисленных набегов во внутренние районы Индии. В 12-м веке Империя Гауридов тюркского происхождения свергла Газневи, и эпоха Газневисов подошла к концу.

### ЭраМоголов
В 1505 году император Моголов Бабар вторгся в этот район через Хайберский перевал. Бабар быстро захватил эту область. Люди в тех краях в те дни были смешанного происхождения. На одной стороне реки жили пуштуны вместе с Гуджаром (Сирийцы), среди которых было много сикхов, индусов и мусульман. В битве при Баджауре в 1519 году Бабер победил племя Юсуфзай. Тогдашний правитель племени Юсафзай предложил Баберу свою дочь в знак мира. Затем Бабер женился на Биби Мубарке Юсафзай, бабушке по материнской линии Адхама Хана, который был приемным братом императора Акбара. Во время режима Аурангзеба восстали пуштунские племена, и сам Аурангзеб повел свою армию, чтобы восстановить свою власть, эта борьба длилась два года, и он, наконец покорил пуштунов. В этой же войне был убит выдающийся лидер мятежников Дарья Хан Африди, а восстание было подавлено. Позже область перешла под власть Ранджита Сингха.

### Британская эра
Ранджит Сингх завоевал Атток в 1814 году и город Пешавар в 1822 году. Он оставил командование Хари Сингхом Налвой и удалился в Лахор. Город Пешавар, Новшера и Хазара некоторое время находились под властью сикхов. Хазар был освобожден кланом Танооли от сикхов, но в 1838 году попал под правление Британии. Город Пешавар также пал пуштунам, но в 1837 году англичане взяли его. Затем англичане пошли за сикхами и Сикхи были побеждены англичанами во Второй сикхской войне . Майор Лоуренс был назначен первым заместителем комиссара Пешавара. С того времени только город Пешавар и регионы Атток, стали административным районом при правительстве Пенджаба. В 1909 году была создана Хайбер-Пахтунхва , и в 1937 году Пешаварский район был разделен на Пешаварский и Марданский районы. Великобритания изо всех сил старалась включить и другие регионы в Хайбер-Пахтунхва, но они потерпели тяжелое поражение и в 1920-х годах пришли к соглашению, что Великобритания больше не будет беспокоить племена в регионе.

## Еда
Самым распространенным питанием людей является хлеб, который в основном состоит из пшеничной муки, но также есть кукурузный хлеб. Как правило, продукты являются пряными. Жители этого района любят мясо, особенно различные формы говядины. В основном в качестве горячего напитка употребляется черный чай с молоком, но зеленый чай также популярен и любим большинством людей.
Апельсины - это местный известный фрукт, который выращивают в долине Рустам в деревнях Палай, Пало Дрей, Бароч и Маландрей. Эти апельсины транспортируются в различные части страны.

## Национальные костюмы
Пуштунское платье - это древнее платье, восходящее ко временам Израиля. Это платье было завезено в Иран евреями и распространено из Ирана в Афганистан, Таджикистан, Пакистан и еще в ряд стран. Он претерпел много изменений, но произошел из Израиля. Существует значительная разница в одежде простых людей, образованных и старших классов. Люди высшего класса склонны к западной одежде. Средние и низшие классы обычно носят типичное пуштунское платье. Среди жителей деревень использование мазари широко распространено у камизов и шалваров. Шерстяная белая шапка используется зимой , типичная светлая шапка летом. "Chapplies" - самая распространенная обувь. Шалвар камиз и допатта - это платье женского пола универсальна среди женщин в форме печатного грубой паранджи.
также в округе распространено использование украшений среди женщин . Женщины украшают себя сережками и браслетами с редким использованием специального национального украшения, которое состоит из двух чашек, похожих на яйца, соединенных цепью, или плоского круга в форме золота, висящего на лбу.

## Жилища
Их дома, как правило, состоят из двух или трех комнат и внутреннего двора, превращенного в холл и веранду. Крупный рогатый скот и птица также размещены рядом с домом семьи.
У каждого канди в деревне есть своя мечеть и свой муфтий, а также место встречи, или публичного собрания под названием худжра. В большинстве случаев это собственность старейшин Канди, которые, как ожидается, будут кормить и давать убежище посетителям и путешественникам. Эти худжры обычно используются для разрешения общественных споров, деловых встреч, кроме публичных собраний. Жители Канди собираются там, чтобы покурить, услышать новости дня и обсудить свои проблемы и политику. В настоящее время люди, находящиеся на службе за границей, накопили достаточное богатство, которое внесло определенные изменения в жизнь жителей деревень, которые строят дома из цемента, кирпича и древесины.
Также у этих народов есть свой тандыр который используется для выпечки хлеба во многих домах, а иногда женщины из трёх, или четырёх домов собираются на одном тандыре для выпечки хлеба. Дома имеют огромные сложные стены по кругу с воротами. Стулья и столы используются в домах состоятельных людей, в то время как другие используют обычную тахту.

## Профессии
Большинство людей по профессии, в деревнях, являются фермерами . Они занимаются сельским хозяйством прямо или косвенно. Промышленный труд возрос после создания заводов в разных местах района. Некоторые люди занимаются бизнесом и государственной службой.

## География
Район Мардан можно разделить на две части: северо-восточную холмистую местность и юго-западную равнину. Вся северная сторона района ограничена холмами. В районе самые высокие точки на этих холмах - Паджья или Сакра высотой 2056 метров и Гаро или Пато высотой 1816 метров. Юго-западная часть района в основном состоит из плодородной равнины с низкими холмами, разбросанными по ней. Принято считать, что эта равнина когда-то образовывала дно озера, которое постепенно наполнялось илом реки, впадающей из окружающих холмов. С предгорий равнина спускается по крутому склону, который нёс дождевую воду на нижние уровни и, в конечном итоге попадала в реку Кабул.

### Реки и ручьи
Обычно поток течет с севера на юг. Большая часть ручьев стекает в реку Кабул. Калпани, важный поток района поднимается в Байзай и течет на юг к реке Кабул. Другими важными потоками, которые соединяют Калпани, являются Багиари Кхавар на западе и Мукам Кхавар, идущие из долины Судхам, и Наранджи Кхавар с холмов Наранги слева.

### Климат
Лето очень жаркое, подъём температуры наблюдается с мая по июнь. Даже в июле, августе и сентябре отмечаются довольно высокие температуры. В течение мая и июня пыльные бури ночью часто происходят пыльные бури. Температура достигает максимума в июне месяце. 43,5 °C (110,3 °F). Из-за интенсивного возделывания и искусственного орошения тракт влажный. Тем не менее, быстрый спад температуры начинается с октября. Самые холодные месяцы декабрь и январь. Средняя минимальная температура, зафиксированная в январе, температура самого холодного месяца составляет 0,5 °C (32,9 °F).
Большая часть осадков выпадает в июле, августе, декабре и январе. Максимальное количество осадков, зарегистрированных в августе. Ближе к концу холодной погоды случаются грозы и град. Относительная влажность довольно высокая в течение всего года, в то время как максимальная влажность была зафиксирована в декабре.

## Экономика
Мардан известен своими экономистами и людьми склонными к предпринимательской деятельности. Недавний проект Китайско-пакистанского экономического коридора привносит еще большее значение в эту страну. Граница Мардана, Рашакай, является одной из основных экономических зон этого проекта, которые укрепляют экономику Мардана.

## Административно-территориальное устройство
Округа Мардана административно разделены на три техсила:
- Мардан
- Тахти-Бахи
- Катланг

Округ представлен в провинциальной ассамблее Хайбер-Пахтунхвы восемью представителями от следующих округов:
- ПФ-23 (Мардан-1)
- ПФ-24 (Мардан-2)
- ПФ-25 (Мардан-3)
- ПФ-26 (Мардан-4)
- ПФ-27 (Мардан-5)
- ПФ-28 (Мардан-6)
- ПФ-29 (Мардан-7)
- ПФ-30 (Мардан-8)